# H2Oz
«H2Oz» es la segunda canción del álbum Hechizos, pócimas y brujería, de Mägo de Oz, que fue estrenado mundialmente el 30 de octubre de 2012. Este sencillo es el segundo de Zeta como nuevo vocalista de la banda, tras la salida de José Andrëa.

## Videoclip
El videoclip de «H2Oz» fue estrenado en todo el mundo el 5 de abril de 2013, en su cuenta oficial de YouTube. Cuenta con las participaciones especiales de El Sevilla, Carlitos LSD y Fernando Ponce de León, y con la colaboración de Kiskilla en acordeón. El videoclip fue presentado por la Warner Music Spain, y dirigido por Mario Ruiz; la idea original fue del mencionado director y de Txus di Fellatio. La duración del videoclip es de 6:19.
En este video se puede ver a un grupo de superhéroes, interpretados cada uno por los distintos integrantes de la banda, llamados a recuperar la pócima mágica que contiene la esencia y el espíritu de Mägo de Oz, denominada «H2Oz», y que fue robada por las fuerzas etílicamente malignas de Barl Vater, personaje parodia de Darth Vader que sostiene una combinación de micrófono y sable de luz.

## Músicos
En el tema «H2Oz» participan:
- Zeta: voz principal.
- Carlitos: guitarra solista y coros.
- Frank: guitarra rítmica y coros.
- Josema: flauta travesera y coros.
- Mohamed: violín y coros.
- Txus: batería y coros.
- Fernando Mainer: bajo y coros.
- Javier Díez: teclados y coros.
- Patricia Tapia: coros.

## Colaboraciones
- Kiskilla: acordeón.
- Fernando Ponce de León.

- Datos: Q10924489